# 1979 v dopravě
Tento článek obsahuje seznam událostí souvisejících s dopravou, které proběhly roku 1979.

## Události
- 6. dubna 1979

 Elektrické vlaky se poprvé rozjely z Ústí nad Labem do Lovosic na trati 090.
- 6. května 1979

 Otevřen byl úsek Dálnice D1 vedoucí po mostě přes vodní nádrž Švihov (první polovina).
- červen 1979

 Zprovozněno nové moderní nádraží v Mostě.
- 15. července 1979

 V Moskevském metru byla otevřena stanice Tvěrskaja (tehdy Gorkovskaja).
- 22. srpna 1979

 V Petrohradu byl otevřen nový úsek metra třetí linky ve směru Vasileostrovskaja – Primorskaja.
- 1. října 1979

 Zprovozněna síť metra v Hongkongu, její první úsek.
- 6. října 1979

 Otevřen byl úsek Dálnice D1 vedoucí po mostě přes vodní nádrž Švihov (druhá polovina).
- 12. listopadu 1979

 Ukončení provozu tramvajové tratě Motol–Vypich.
- 22. listopadu 1979

 Otevřen byl úsek Dálnice D1 vedený v trase Jiřice – Humpolec a Humpolec – Krasoňov; dále též i úsek Pávov – Řehořov (jedna polovina všech tří).
- 30. prosince 1979

 V Moskevském metru byl otevřen úsek linky Kalininskaja mezi stanicemi Novogirejevo a Marksistskaja.